# Saga Eyrbyggja
La saga Eyrbyggja traduite par Régis Boyer sous le nom de «Saga de Snorri le godi », est une saga islandaise d'auteur inconnu, écrite vers 1230, préservée dans deux manuscrits des XIIIe et XIVe siècles. Elle retrace l'histoire de familles islandaises importantes depuis la colonisation de l'Islande jusqu'au début du XIe siècle, et se différencie des autres sagas islandaises pour son intérêt accru pour le folklore, le culte païen et les superstitions. Le nom de ce récit signifie la "saga des habitants de Eyrr", qui est une ferme située à Snæfellsnes en Islande.

## Description
Le personnage le plus central est Snorri Thorgrimsson ou Snorri le Godi. Snorri était le neveu du héros de la Saga de Gísli Súrsson. Le récit cite notamment le chef norrois Styrbjörn le Fort qui participa à la bataille de Fyrisvellir.
La saga comporte plusieurs références à la colonisation du Groenland et du Vinland. Elle mentionne également un voyage de Guðleifr Guðlaugsson et son équipage vers le Hvitramannaland (ou Grande-Irlande). 
Au chapitre III on lit que Rolf est un puissant chef norvégien, le gardien du temple de Thor et un « grand ami » du dieu, ainsi il est surnommé Thorolf. Dans cette saga, la pratique de rajouter Thor- au nom, en l'honneur du dieu, réapparait à plusieurs reprises et de nombreux personnages sont nommés ainsi. Par exemple au chapitre VII, Thorolf a un fils qui s'appelle Stein, et le père le donne à Thor et le nomme Thorstein, qui lui-même a un fils, Grim, qu'il nomme Thorgrim. Le roi Harald bannit Thorolf de Norvège car il a aidé un hors-la-loi. Au chapitre IV, Thorolf fait un sacrifice au dieu Thor, et lui demande s'il devrait faire la paix avec Harald ou chercher une vie ailleurs. Il finit par s'en aller vers l'Islande, et il démonte le temple de Thor pour emporter le bois. Lorsqu'il arrive vers l'Islande, Thorolf jette les piliers de bois du haut-siège de Thor dans la mer et dit qu'il s'établirait sur les terres où ces piliers se seront échouées. Mais ceux-ci dérivent au loin et Thorolf aborde alors un bras de mer. Il retrouve ensuite les piliers échouées sur une terre qui depuis est nommée Þórsnes. Cette pratique de s'installer là où les piliers d'une divinité s'échouent était courante, elle est attestée dans d'autres textes scandinaves comme le Landnámabók et l'Egils saga. Thorolf découvre ensuite une rivière qu'il nomme la Rivière de Thor, et c'est là que logent ses compagnons. Lui s'établit ailleurs et construit son temple aux dieux. Le temple est décrit, ainsi que les pratiques et tabous religieux. Au chapitre X on lit qu'il existe un Thing à l'ouest et que s'y trouve une pierre de Thor sur laquelle des hommes sont sacrifiés.

### Texte
- Régis Boyer les Sagas islandaises traduction sous le nom de « Saga de Snorri le Godi », coll. "La Pléiade" éditions Gallimard, Paris 1987 p. 205-330 notes p. 1566-1606.

### Études
- Jean-Pierre Mabire, La Composition de la "Eyrbyggja saga.", Association des Publications de la Faculté de l'Université Caen, 1971